# Mihail Jevgenyjevics Berezin
Mihail Jevgenyjevics Berezin (orosz írással: Михаил Евгеньевич Березин; Goncsarka, 1906. november 21. – Tula, 1950. augusztus 23.) orosz származású szovjet mérnök, fegyvertervező, az UB géppuska és a B–20 repülőgép-fedélzeti gépágyú megalkotója.

## Élete
Oroszország Vologdai kormányzóságában (ma: Vologdai terület), a Kirillovi járás Goncsarka nevű falujában született szegény paraszti családban. Már kilencéves korában dolgozni kezdett. Volt földműves, favágó és asztalos.
Az oroszországi polgárháború után, 1926-ban beiratkozott a Leningrádi Műszaki Főiskola (ma: Szentpétervári Állami Műszaki Egyetem) dolgozók iskolájába (oroszul: rabfak, felsőfokú előkészítő tanfolyam), majd ezt követően a Leningrádi Katonai Gépészeti Főiskolán (ma: Balti Állami Műszaki Egyetem, röviden: Vojenmeh) tanult, melyet 1934-ben végzett el.
A főiskola után a Tulai Fegyvergyárban (TOZ) kezdett dolgozni, először technikusként, majd tegyvertervezőként. 1935-től a fegyvergyár tervezőirodájában dolgozott. Részt vett a TOZ-nál egy 12,7 mm-es géppuska tervezésében. Ez alapján fejlesztette ki a második világháborúban széles körben alkalmazott 12,7 mm-es UB repülőgép-fedélzeti géppuskát, melyből több mint 130 ezer darabot gyártottak.
Vezetésével 1944-re fejlesztették ki az UB géppuska nagyobb űrméretű változatát, a B–20 repülőgép-fedélzeti gépágyút, melyet még a második világháború utolsó időszakában, majd a háborút követő éveiben több szovjet harci repülőgépen is alkalmaztak.
1950. augusztus  23-án hunyt el Tulában.
A repülőgép-fedélzeti tűzfegyverek tervezése terén végzett munkáját Sztálin-renddel, kétszer Sztálin-díjjal és több más magas rangú szovjet kitüntetéssel ismerték el.
Fia, Szergej Mihajlovics Berezin (1937–2005) szintén fegyvertervező lett, a tulai KBP tervezőirodában dolgozott.

## Emlékezete
Tulában, egykori lakóházának falán emléktáblát állítottak.